# التحديق في الشمس (رواية)
التحديق في الشمس (بالإنجليزية: Staring at the Sun)‏ هي رواية للكاتب الإنجليزي جوليان بارنز، نشرت عام 1986، عن دار نشر جوناثان كيب.